# Eupithecia studiosa
Eupithecia studiosa är en fjärilsart som beskrevs av András Vojnits 1979. Eupithecia studiosa ingår i släktet Eupithecia och familjen mätare. Inga underarter finns listade i Catalogue of Life.